# Adobe Persuasion
Adobe Persuasion (anteriormente conocido como Aldus Persuasion) fue un programa de presentación desarrollado para la plataforma Mac OS por Aldus Corporation. En 1994 fue adquirido por Adobe Systems cuando ambas empresas se fusionaron.
Aunque las primeras versiones eran exclusivamente para Mac OS, a partir del 1991 se ofreció una versión para Windows 3.x.
En septiembre de 1997 Adobe Systems dejó de producir el programa.
El principal rival de este era Microsoft PowerPoint, así como también Lotus Freelance, Harvard Graphics y WordPerfect Presentations.